# 誰かが私にキスをした
『誰かが私にキスをした』（Memoirs of a Teenage Amnesiac）は、ハンス・カノーザ監督、堀北真希・松山ケンイチ主演、2008年制作、2010年公開の日本映画である。

## 概要
2008年11月24日に、堀北真希・松山ケンイチを主演に、日米の俳優・スタッフで製作する映画の製作発表が行われた。監督は、アメリカで活躍するハンス・カノーザ。原作はカノーザ監督作品の脚本を手掛けてきた、ガブリエル・ゼヴィンの小説『失くした記憶の物語』 Memoirs of a Teenage Amnesiac (2007) 。製作発表時の邦題は『ナクシタキオク』であった。クランクインは2008年11月26日、クランクアップは2009年1月初旬。
本来は、アメリカで製作・撮影する予定であったが、「日本を舞台にし、文化のぶつかり合いも絡んだ深みのある物語になって面白くなる」という監督の考えで、日本の映画会社に企画を持ち込んだことで制作が開始された。原作のハイスクールから東京のアメリカンスクールに設定変更し、スタッフ以外はすべて日本仕様で撮影が行われた。そのため、本編の約5割が英語による会話になった。
製作発表から長らく公開時期が未定であったが、2010年3月の公開が正式に決定したことを2009年10月11日に発表した。それと同時に邦題が『ナクシタキオク』から『誰かが私にキスをした』に変更されたことも発表された。
全国247スクリーンで公開され、2010年3月27-28日初日2日間で動員3万8,598人、興収4,890万9,800円になり映画観客動員ランキング（興行通信社調べ）で初登場第10位となった。

## あらすじ
東京のアメリカンスクールに通う、ごく普通の高校生・ナオミ。だが恋をした次の日、彼女は過去4年間の記憶を失ってしまう。やがて自分自身を見つけ出し、記憶を取り戻したナオミは、本当の自分、本当に愛しているものを探していく。

## キャスト
- ナオミ - 堀北真希
- ユウジ - 松山ケンイチ
- ミライ - 手越祐也
- エース - アントン・イェルチン
- Alice Leeds - エマ・ロバーツ
- Winnie - Kylee
- ユミ - 桐谷美玲
- ミライの母 - 清水美沙： アメリカンスクールの教師。
- リサ - 桐島かれん： ナオミの父の恋人。
- ナオミの父 - 渡部篤郎： 男手一つでナオミを育てて来た。

## スタッフ
- 監督 - ハンス・カノーザ
- 原作・脚本 - ガブリエル・ゼヴィン
- 製作者 - 遠藤茂之、北川直樹、木下直哉、堀義貴、鳥嶋和彦、篠田芳彦

- プロデューサー - ウェンディ・リーズ、 片岡公生、クエイシー・コリソン、原田典久、ハンス・カノーザ、杉山剛、高橋雅奈
- コー・プロデューサー - アッシュ温井
- ライン・プロデューサー - 姫田伸也
- アソシエイトプロデューサー - 栗生一馬、ジュン・サンダース
- 脚本協力 - 永津愛子
- 撮影 -  ジャロン・プレサント
- 照明 - 和田雄二
- 美術 - 金田克美
- 衣装 - 小川久美子
- ヘアメイク - 川野由佳里
- 録音 - 岩丸恒
- スクリプト・スーパーバイザー -  ジョイ・ナカガワ
- 助監督 - 井上隆
- 制作担当 - 雲井成和
- プロダクション・コーディネート - 坂井清子

- 通訳 - 大倉美子
- 通訳 / 現場通訳 - 石丸由記

- セカンドユニットディレクター - マイケル・サンダース
- 監督助手 - 甲斐聖太郎、國松秀雄

- Bカメ撮影 - ヒロオ・タカオカ

- 特機 - 実原康之
- キャスティングマネージャー - 齋木惠子
- キャスティングアシスタント - 安住啓太郎
- 制作主任 - 土田守洋、三浦吉弘
- 制作進行 - 須佐美大誠
- 製作デスク - 古賀華江、横山ふみ
- アシスタントプロデューサー - 伊集院文嗣

- 製作協力 - 葵プロモーション、シネカノン
- 製作委員会 - 東映、木下工務店、ヒューマントラスト、東映ビデオ、ハピネット、集英社、ホリプロ、ADK、ADKアーツ、アイディアバンク&クリエイション、ソニー・ミュージックエンタテインメント
- 配給 - 東映